# Maciej Skrzeczkowski
Maciej Skrzeczkowski (ur. 20 grudnia 2001) – polski klawesynista i fortepianista.

## Nagrody
- 2019: III miejsce na festiwalu Concorso Internazionale di Clavicembalo w Mediolanie[2]
- 2023: I nagroda na festiwalu muzyki dawnej Musica Antiqua(inne języki) w Brugii[1].